# Цисув (Підляське воєводство)
Цисув (пол. Cisów) — село в Польщі, у гміні Штабін Августівського повіту Підляського воєводства.
Населення — 89 осіб (2011).
У 1975-1998 роках село належало до Сувальського воєводства.

## Демографія
Демографічна структура станом на 31 березня 2011 року:
|          | Загалом | Допрацездатний вік | Працездатний вік | Постпрацездатний вік |
| -------- | ------- | ------------------ | ---------------- | -------------------- |
| Чоловіки | 52      | 15                 | 32               | 5                    |
| Жінки    | 37      | 7                  | 20               | 10                   |
| Разом    | 89      | 22                 | 52               | 15                   |